# دهستان درگزین سفلی
دهستان درگزین سفلی، یکی از دهستان‌های بخش مرکزی شهرستان درگزین در استان همدان ایران است. مرکز این دهستان، روستای درگزین است.

## جمعیت
بر پایه سرشماری عمومی نفوس و مسکن در سال ۱۳۹۵، جمعیت دهستان درگزین سفلی برابر با ۱۰٬۰۹۴ نفر بوده‌است.